# Ижиповце
Ижиповце (слч. Ižipovce) насељено је мјесто са административним статусом сеоске општине (слч. obec) у округу Липтовски Микулаш, у Жилинском крају, Словачка Република.

## Становништво
| Година:    | 1994. | 2004.    | 2014.   | 2024.   |
| ---------- | ----- | -------- | ------- | ------- |
| Број људи: | 93    | 83       | 91      | 98      |
| Разлика:   |       | -10,75 % | +9,63 % | +7,69 % |

| Година:    | 2023. | 2024.   |
| ---------- | ----- | ------- |
| Број људи: | 97    | 98      |
| Разлика:   |       | +1,03 % |

Према подацима о броју становника из 2011. године насеље је имало 88 становника.